# Lapalud
Lapalud este o comună în departamentul Vaucluse din sud-estul Franței. În 2009 avea o populație de 3.685 de locuitori.

## Evoluția populației
| An        | 1975  | 1982  | 1990  | 1999  | 2006  | 2009  |
| --------- | ----- | ----- | ----- | ----- | ----- | ----- |
| Populație | 2.260 | 3.133 | 3.332 | 3.267 | 3.425 | 3.685 |